# Bikfaya
Bikfaya (parfois Bickfaya) est un village libanais à majorité maronite situé dans la montagne du Metn, à environ 25 km au nord-est de Beyrouth, la capitale du Liban. Elle est le fief de la famille Gemayel depuis le milieu du XVIe siècle.

## Toponymie
Bikfaya signifierait la « maison de roc » ou « maison de pierre » en langue syriaque (beit pour maison, kifaya pour roc).

## Géographie
Bikfaya est situé dans la montagne avec une vue qui surplombe la mer Méditerranée à une altitude qui varie entre 900 et 1 000 mètres.
Le village est situé à environ 25 km de Beyrouth, et relativement près de la station balnéaire du domaine de ski Mzaar Kfardebian.
Le « Grand Bekfaya » comprend les villages suivants : Bikfaya (بكفيا), Mhaydseh (المحيدثة), Saqeit Al Misk (ساقية المسك), Bhorsaf (بحرصاف) et Aïn El Kharroubé (عين الخرّوبة).
Bikfaya est un village sous l'influence du dynamisme urbain de la capitale. Il conserve cependant par bien des aspects le fameux mode de vie « qourawi » (villageois).

## Histoire
Bikfaya, comme le reste du Metn, est sous la domination des émirs Abillama jusqu'au début du 19e siècle. Ces seigneurs avaient été  quasiment investis d’un pouvoir souverain sur cette région en récompense de leur engagement décisif dans la bataille de Aïn Dara aux côtés l’émir Haïdar Chéhab.
La Vierge Marie est apparue à Sainte Rafqa (1832-1914) à Bikfaya.
Le président Amine Gemayel transforme le sérail de Bickfaya en palais présidentiel jusqu’à la fin de son mandat en 1988.
Le 13 février 2007, deux autobus qui emmenaient à leur travail à Beyrouth des habitants de la région chrétienne de Bikfaya sont la cible de deux attentats meurtriers.
Bikfaya est le berceau de la famille Gemayel.

## Culture
La « Fête des Fleurs » ou le « Festival des Fleurs » a été lancé par Maurice Gemayel en 1934. Tous les ans, une série de chars allégoriques, décorés par des milliers de fleurs multicolores et fruits, défilent par la rue principale bordée d'arbres de Bikfaya. Interrompue pendant des années, elle reprend de 1972 à 1974 jusqu'à ce que la guerre civile éclate. Il ne reprendra qu'en 2013.

## Démographie
Bikfaya est un village de 20 000 habitants au cœur du Mont-Liban, la population est chrétienne, à majorité maronite.

## Éducation et formation
À Bikfaya est implantée l'unique université à but non lucratif (d’intérêt public) libanaise fournissant des diplômes français : le centre d'enseignement de l'ISSAE - Cnam Liban, dit Cnam Bikfaya.

## Monuments

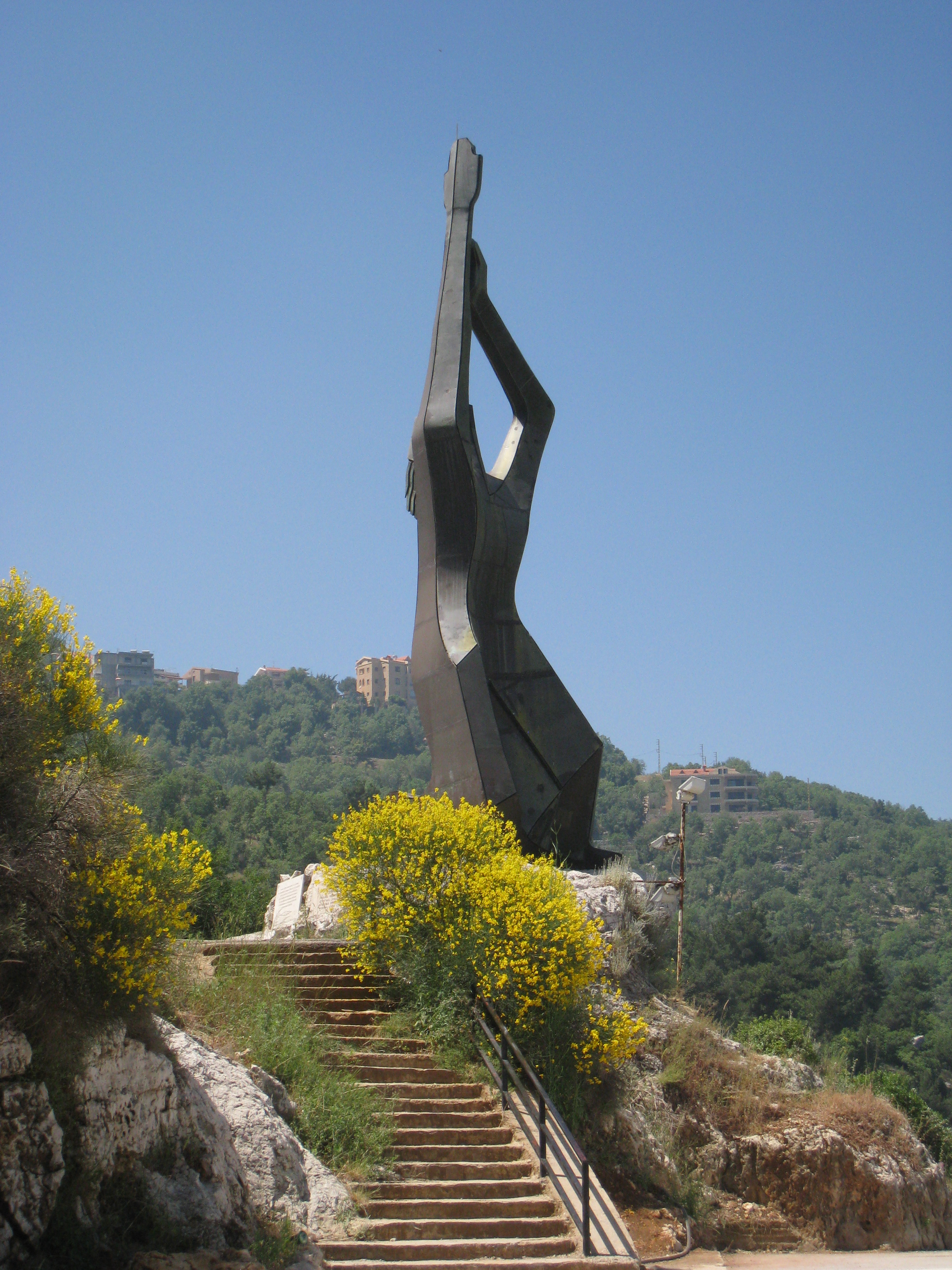
Le mémorial du génocide arménien construit en 1965

- Le sérail des émirs Abillama, érigé par l’émir des chrétiens Haidar Caîmacam (début 19e siècle), classé patrimoine culturel[2]
- Monument commémoratif du génocide arménien de 1915.

- Place du mémorial Pierre Gemayel, fondateur du parti des Kataëb.

## Églises et monuments religieux

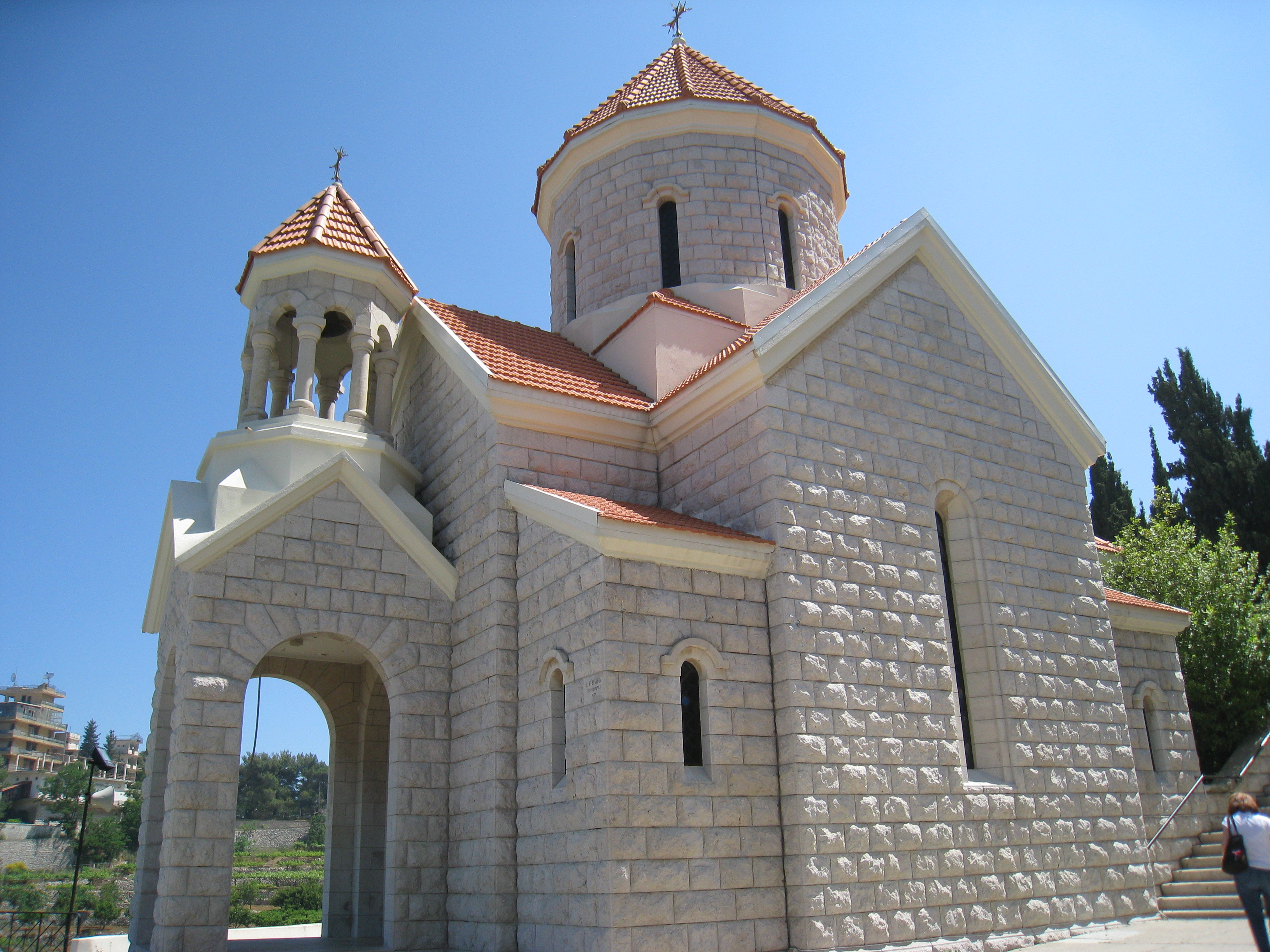
L'église Sainte-Marie-Mère-de-Dieu, située dans le monastère arménien

- Église Mar Abda[9] construite en 1587.

- Couvent des jésuites construit en 1833[10].
- Monastère Saint-Élie-Chwayya (maronite et grec orthodoxe), construit en 1590[10].
- Séminaire arménien et lieu de retraite du Catholicos de Cilicie[11].
- Notre-Dame-de-la-Délivrance.
- Église Saint-Michel (église Mar Mikheyel).
- Église Saint-Charbel.